# Koosje van Voorn
Koosje ten Thije-van Voorn (Groningen, 15 januari 1935 – Scheveningen, 5 augustus 2018) was een Nederlands zwemster.
Tijdens de Olympische Spelen van 1952 maakte zij deel uit van de estafetteploeg op de 4x100m vrije slag dames, samen met Marie-Louise Vaessen, Hannie Termeulen en Irma Schuhmacher. Het viertal behaalde de zilveren medaille met een tijd van 4:29,0, achter het Hongaarse team dat in deze wedstrijd een nieuw wereldrecord vestigde.
Op het individuele nummer 100m vrije slag werd Van Voorn uitgeschakeld in de halve finale, waarin zij vijfde werd.
In haar actieve tijd was ze aangesloten bij DZN (Dames Zwemclub Noorderbad, opgericht in 1934) in Groningen. Van Voorn was gehuwd met zwemmer Piet ten Thije.